# Ivan Knijnik-Vetrov
Ivan Sergueïevitch Knijnik-Vetrov né Israël Samouilovitch (Shmuylovitch) Knijnik, ou Blank, le 20 juin 1878 (2 juillet dans le calendrier grégorien) à Ananiev, dans l'ancien gouvernement de Kherson, actuellement en Ukraine, et mort le 18 février 1965 à Leningrad est un écrivain historien, bibliographe, philosophe anarchiste russe et soviétique. Il est connu pour ses ouvrages sur l'histoire des narodniki, et ses liens avec la 1re Internationale et la Commune de Paris.

## Biographie
Knijnik-Vetrov est né dans la famille d'un rabbin. Au prix d'efforts considérables, il parvient à suivre un enseignement secondaire, puis supérieur. Dès 1897, alors qu'il est encore étudiant à l'université de Kiev, il commence à participer au mouvement révolutionnaire.
Pendant la période des « manifestations de Vetrova » à l'automne 1898, Knijnik adopte le pseudonyme  de Vetrov en mémoire de l'étudiante de Pétersbourg Maria Vetrova, qui s'est immolée dans la forteresse Pierre-et-Paul. En raison de ses activités révolutionnaires, le jeune homme est expulsé de l'université en 1902 et arrêté pour avoir participé à des organisations étudiantes secrètes à l'université de Kiev. Il est emprisonné puis exilé dans sa région natale à Ananiev sous surveillance policière.
Dans le mouvement révolutionnaire, il est attiré par les enseignements de Tolstoï, et le mouvement tolstoïen. En 1903, il réussit les examens externes de la Faculté de droit et obtient un diplôme universitaire. Entre 1903 et 1904  paraissent ses premières publications dans la presse. Il s'agit de poèmes paru dans le journal de Kiev Iougo-Zapadnaïa Nedelia, signés du pseudonyme Andreï Verusine.

### Émigration
En 1904, Knijnik-Vetrov est enrôlé dans l'armée, où il mène une propagande contre la guerre russo-japonaise. Averti de son arrestation imminente, il émigre en France, avec un passeport établi au nom de Blank et réside à Paris pendant près de 5 ans. Là, il rencontre  Dimitri Merejkovski, Dimitri Philosophoff,  Nikolaï Minski, Andreï Biély, Constantin Balmont, Boris Savinkov et d'autres. Il collabore également avec le mouvement tolstoïen et dans la revue socialiste L'Ère nouvelle.
À l'automne 1904, sous l'influence des idées de l'anarchisme, il se rapproche des anarchistes russes (Goldsmit, Grossman, et Fedorov-Zabrejnev) et étudie l'œuvre de Pierre Kropotkine. Lors de la conférence de l'Union de libération en octobre 1904, Knijnik-Vetrov travaille comme courrier entre Pierre Struve et l'imprimerie où son journal Osvobojdenie (ru) (Libération) est imprimé. Il devient ensuite membre du comité de rédaction du journal anarchiste de Kropotkine Pain et Liberté, dont il tient la section Chroniques (Londres 1906 à 1907).
En 1906, il écrit et publie L'anarchisme : sa théorie et sa pratique (Saint-Pétersbourg, 1906). En septembre 1906 il participe au congrès des anarchistes russes à Londres, et publie le rapport L'attitude des anarchistes communistes envers les partis politiques existant en Russie. L'essentiel du rapport consiste à s'opposer aux coalitions entre partis.

« Entre les communistes-anarchistes, d'un côté, et les libéraux et les socialistes, de l'autre, il y a un fossé.... Bien que les socialistes aspirent au socialisme, comme nous, dans la mesure où ils veulent le fonder sur la violence étatique dans le futur, et où ils veulent l'atteindre par la voie de la participation au pouvoir étatique dans le présent, ils ne sont pas moins nos ennemis que les libéraux. Tout ce qui a été dit conduit à un refus complet de toute forme d'accord que ce soit entre nous et quelque parti que ce soit »

Il donne des conférences sur la théorie et l'histoire de l'anarchisme, dirige des cours dans un cercle d'ouvriers juifs et à l'Université populaire du 14e arrondissement de Paris. Knijnik-Vetrov est publié dans « Burevestnik » - le journal des « anarchistes-communistes ».
Avec Bakounine, Lozinsky, Kropotkine, Raïevski (en), Goguelia (en), Knijnik-Vetrov compte parmi les principaux théoriciens russes de l'anarchisme. Il est le représentant des anarchistes russes dans la caisse d'entraide inter-partis. Sous l'influence du tolstoïsme, ses positions évoluent : d'abord adepte orthodoxe de Kropotkine, il se rapproche de la tendance religieuse et mystique de l'anarchisme. De 1908 à 1909, Knijnik-Vetrov il affiche un socialisme religieux ou chrétien.

### Retour en Russie

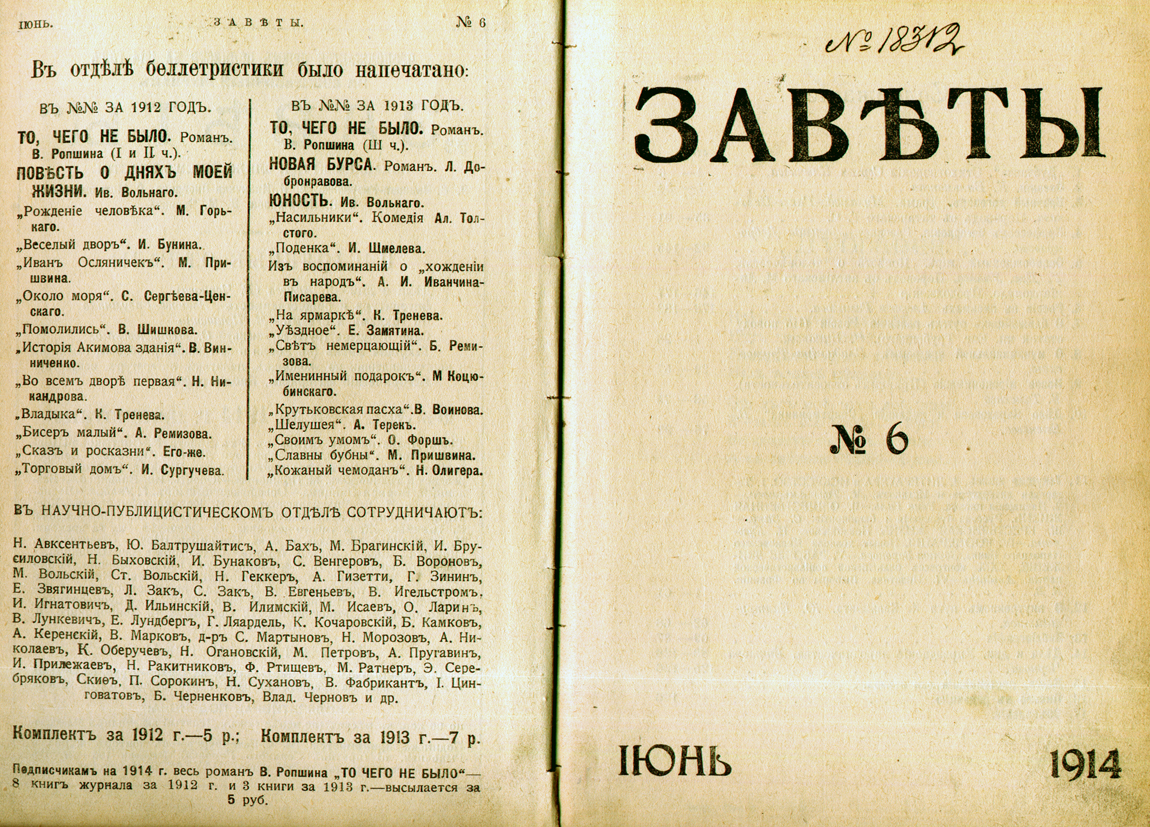
N° 6 des Préceptes (Zavety)

En 1909, Knijnik-Vetrov retourne en Russie, mais à son arrivée à Saint-Pétersbourg, il est dénoncé comme provocateur, emprisonné à la prison de Kresty, puis exilé dans le gouvernement de Tobolsk pendant trois ans. De 1912 à 1917, il participe aux réunions de la Société religieuse et philosophique, où il rencontre à nouveau Merejkovski, Zinaïda Hippius, Struve et d'autres penseurs en quête de Dieu.
Il poursuit sa correspondance avec Judas Grossman (ru) (Rochine), et Vladimir Zabrejnev (ru) (Fiodorov), mais continue à s'éloigner de l'anarchisme, et à promouvoir le tolstoïsme et le socialisme chrétien, auxquels il consacre quelques brochures. Il publie dans la presse libérale et de gauche : dans Le Quotidien de Moscou, Le Journal de Moscou, Retch (ru) (Le Discours, le journal des Cadets), Rouskaïa mysl (La Pensée russe), et Zavety (Préceptes). En juillet 1915 il se convertit au christianisme et prend comme nom de baptême Ivan Sergueïevitch.

« Depuis l'enfance, parce que mon père m'avait appris la Bible, et que j'avais écouté ses conversations avec des protestants chtoundistes, des ferments religieux s'étaient inscrits en moi. Plus tard s'y sont ajoutés d'autres principes philosophiques et religieux idéalistes entendus dans les conférences des professeurs Gueorgui Tchelpanov et Evgueni Troubetskoï à l'université de Kiev ou lus dans les œuvres de Vladimir Soloviev ou d'Henri Bergson. »

Knijnik-Vetrov se considère comme un élève de Kant et de Bergson. En 1916, il reprend du service dans l'armée, où il a une activité de propagande en faveur du socialisme religieux.

### Pendant la révolution
En 1917, Knijnik-Vetrov est commis dans le 178e régiment d'infanterie de réserve ; le 11 mars 1917, il est envoyé au comité du régiment en tant que délégué au Soviet des députés ouvriers et soldats de Petrograd. En juin, il devient membre du Soviet des députés ouvriers et soldats de Petrograd. Il commence à sympathiser avec les bolcheviks en juillet 1917. Il adhère à la révolution d'Octobre avec enthousiasme et s'engage immédiatement.

#### Pravda
Le 28 novembre 1917, la Pravda publie sa Lettre ouverte au gouvernement russe, qui soutient chaleureusement toutes les mesures du gouvernement des soviets. Cette lettre, signée « un intellectuel issu du peuple », est approuvée par Lénine. Il publie beaucoup dans la Pravda, y est responsable de la section Révolution d'Octobre et Culture ; lorsque la rédaction déménage à Moscou en 1918,  Maria Oulianova l'invite à collaborer au journal. Il y publie ses articles, ses revues bibliographiques, etc. Deux de ses articles sur Gorki sont publiés, et signés « un intellectuel issu du peuple ». Gorki y répond dans Novaïa Jizn. En 1919, Knijnik-Vetrov dirige le département de l'éducation publique du raïon Petrogradski de Petrograd.

#### Proletkoult
En avril 1919, Knijnik-Vetrov est délégué par le conseil de district de Petrograd à la 3e conférence municipale des organisations culturelles et éducatives prolétariennes. Là, contre toute attente, il est élu au Comité central du Proletkoult, puis à son Présidium. Dès mai 1919, Knijnik-Vetrov assiste aux réunions du Présidium du Comité central, puis participe activement aux travaux de Proletkoult. Il édite son organe Coming, y publie des articles et des notes bibliographiques, dirige l'Atelier des écrivains prolétariens, donne des conférences sur la constitution soviétique et l'alphabétisation politique. En tant que membre du comité de rédaction du magazine Coming, Knijnik-Vetrov, est également responsable du département scientifique et littéraire et du studio littéraire de Proletkoult. Toutes ses activités organisationnelles se poursuivent jusqu'au 15 juin 1921. De juin 1921 à avril 1923 il travaille dans les studios Proletkoult en tant que conférencier.

#### Rencontres avec Gorki
À cette époque (1919-1920), il fait connaissance avec Gorki. Les conversations avec Gorki apparaissent dans l'ouvrage Three Meetings with Gorky, qui est inclus dans le dernier livre non publié (conservé dans la maison Pouchkine) des mémoires des Notes d'un quatre-vingt ans de Knijnik-Vetrov (couvrant des années 1870 à 1950 ). Mikhail Agursky (en), évaluant l'œuvre de Knijnik-Vetrov sur  Gorki, le décrit comme suit : « Ivan Knijnik-Vetrov, un chercheur religieux curieux mais pas encore reconnu ».

### Activité scientifique et pédagogique
Dans les années 1920, Knijnik-Vetrov dirige l'Institut national de bibliologie de Leningrad, consacrant tout son temps libre à des travaux scientifiques dans le domaine de l'histoire. Le principal sujet de recherche est la participation des révolutionnaires russes à la Commune de Paris et à la Première Internationale.
Il collabore également dans des maisons d'édition anarchistes (Moscou, Petrograd), publie ses mémoires dans les revues Krasnaya Chronicle, Hard Labor et Exile. En 1925, il publie sa monographie sur Lavrov ; en même temps, il travaille sur l'histoire de femmes russes participantes à la Première Internationale et à la Commune, ainsi qu'à une monographie sur Anna Jaclard. Il écrit les biographies de Anna Jaclard, Élisabeth Dmitrieff et  Ekaterina Barteneva. Il  soutient sa thèse de doctorat à presque 70 ans en 1945, intitulée « Elizaveta Dmitrieva - une militante de la Commune de Paris ». En 1946, la thèse est publiée dans un livre séparé.
En 1945, 350 articles et livres ont été publiés sous la plume de I.S. Knijnik-Vetrov. Toutes ses œuvres se distinguent par leur originalité, une sélection rigoureuse des matériaux et une large gamme scientifique. C'est I.S. Knijnik-Vetrov qui tente de décrire pleinement le chemin créatif du révolutionnaire. Son mérite réside dans la systématisation de l'éventail des informations biographiques, grâce à quoi la tâche des chercheurs des problèmes plus profonds du lavrisme a été grandement simplifiée.
Avant même la guerre de 1937, le scientifique tente d'attirer l'attention des dirigeants du pays sur des « malentendus biographiques » dans les manuels scolaires d'histoire. Staline n'écoute son opinion[réf. nécessaire] que six ans plus tard, en 1943. Certaines des absurdités des érudits trop obligeants, causées par leur désir d'écrire l'histoire « correcte » du parti, ont été éliminées[réf. nécessaire].
Scribe-Vetrov n'a pas connu de difficultés particulières pendant la période de répression massive, si ce n'est que ses "Index des meilleurs livres pour l'enseignement primaire complet", publiés dans les années 1920, sont tombés dans les index des livres interdits de la bibliothèque en raison de la recommandation des « ennemis du peuple ».

### Après la guerre
Il continue à travailler jusqu'aux derniers jours de sa vie. Dans les Protocoles de la Commune de Paris en deux volumes, publiés en 1959, il écrit de courtes biographies de plus d'une centaine de dirigeants de la Commune ; en 1964, sa monographie Les travailleuses russes de la Première Internationale et de la Commune de Paris est publiée. Au début de 1965, Ivan Sergueïevitch réalise le dernier montage des œuvres en deux volumes de Lavrov qu'il a préparé pour l'édition publiée la même année après sa mort dans la maison d'édition Mysl dans la série Patrimoine philosophique. Knijnik-Vetrov a laissé de nombreuses œuvres inédites.

## Adresses
Pendant plus de cinquante ans, il vit à Léningrad. De 1914 aux années 1920, il vit dans la Maison des écrivains sur Karpovka, bâtiment 19 avec les écrivains  Alexeï Tchapyguine (ru) , Ehrlich, Tchoumandrine, Ostrov, et  Véra Zassoulitch , Lopatine, Serebriakov et sa femme, l'artiste Pavel Filonov, Mansourov.

## Principaux travaux
- L'anarchisme, sa théorie et sa pratique, SPb., Maison d'édition "Obnovlenie", 1906.
- Intelligentsia et révolution sociale (Concernant le livre d'E. Lozinsky : qu'est-ce que c'est, enfin, l'intelligentsia) // Dépliants "Pain et Volonté". No 15. 24 mai 1907, p. 4 - 6.
- Essai sur l'économie sociale du point de vue du communisme anarchiste, 1908.
- Quand et par qui l'Apocalypse a été écrite // Pensée russe, 1913, mai, p. 56-59, dép. III.
- (sous le pseudonyme Andrey Kratov) La nouvelle Russie et les Juifs. Un livre d'histoire religieuse pour les soldats, les ouvriers et les paysans et pour le clergé de toutes les religions. 1917.
- Préparation de l'Assemblée constituante. 1917.
- La lutte pour la République des Soviets et l'attitude à son égard Vl. Korolenko et M. Gorki. 1918.
- Democratic Republic ou Republic of Soviets: Lutte pour une nouvelle loi et V.M. Chernov. - Pg., 1919.
- Souvenirs de Bogrov, le meurtrier de Stolypine // Chronique de Krasnaya, 1922, no 5.
- Knijnik-Vetrov. 1922. No 4. p. 28-51.
- Knijnik-Vetrov I.S. Pour aider le lecteur novice : Index des meilleurs livres pour l'enseignement primaire complet. Un guide pour les paysans, les ouvriers, les hommes de l'Armée rouge et les jeunes ouvriers et paysans. - L. : Priboy, 1924.-- 96 p.
- Aussi. Éd. 2, rév. titre : Le compagnon du lecteur. L. : Priboy, 1925.-- 122 p.
- I.S. Knijnik-Vetrov, Index systématique de la littérature en sciences sociales. Littérature communiste et marxiste. 1917-1923. Un guide pour les bibliothécaires, les conférenciers, les membres du cercle marxiste-léniniste et pour l'auto-éducation. - Pg. : Priboy, 1923.-- 206 p.
- Aussi. 2e édition, rév. titre : Que lire en sciences sociales. Index systématique de la littérature politique et marxiste 1917-23. Un guide pour les bibliothèques, les conférenciers, les membres des cercles marxistes et pour l'auto-éducation. - L. : Priboy, 1924.-- 492 p.
- Knijnik-Vetrov I. S. et  P. L. Lavrov. Sa vie et son œuvre, 1925.
- Knijnik-Vetrov I. S. et P. L. Lavrov. M., 1930.
- Knijnik-Vetrov I.S.Victor Jaclar - le chef de la Commune de Paris et le journaliste russe // "Problèmes du marxisme", 1930.
- Knijnik-Vetrov I. S. A. V. Korvin-Krukovskaya. (Jacquard) Ami de F.M.Dostoïevski, militant de la Commune de Paris. - M., Maison d'édition des prisonniers politiques et colons exilés, 1931.
- Knijnik-Vetrov I. AVEC. Commentaires, notices bibliographiques et biographiques // P. L. Lavrov, Ouvrages choisis sur des sujets socio-politiques en huit volumes. TT. I — IV / Int. De l'art. et totale. éd. I.A. Teodorovitch. - M., 1934-1935.
- Déguisement de la littérature populaire révolutionnaire dans les années 70 // « Knizhniye Novosti », no 22, 1936.
- Knijnik-Vetrov I. S. et N. P. Polyakov - éditeur de "Capital" K. Marx // Questions d'histoire, n ° 6, 1947.
- Knijnik-Vetrov I.S.Éditeur-démocrate des années 60 du XIXe siècle N.P. Polyakov // Dans la collection: Livre. Recherche et matériaux, vol. 8. - M., 1963.
- Knijnik-Vetrov I.S. Militants russes de la Première Internationale et de la Commune de Paris, E.L. Dmitrieva, A.V. Zhaklar, E.G. Barteneva. - M.-L., 1964.
- Knijnik-Vetrov I. S., Okoulov A. F. Article d'introduction // Lavrov P. L. Philosophie et sociologie. TI-M., 1965.
- Knijnik-Vetrov I.S.Trois rencontres avec Gorky // Bulletin des jeunes scientifiques. 2000. No 8. Série "Sciences philologiques". S. 78-97.

## Littérature
- Révolution russe et anarchisme. Rapports lus au congrès des anarchistes communistes en octobre. 1906, Londres, 1907.
- Ministre des affaires internes. Service de police. Revue du mouvement révolutionnaire en Russie, Saint-Pétersbourg, 1909.
- Zegzhda, N.A.Liste des publications scientifiques d'Ivan Sergueïevitch Knijnik-Vetrov. Éd. A.P. Mogilyansky. L., 1960.39 p.
- Nécrologie // Questions d'histoire, 1965, no 5.
- Orientalia christiana perioda : Extracta. - Rome : Pont. Institutum Orientalium Studiorum, 19. Vol. 56, fasc. 2: Agursky M. L'épreuve d'un bolchevik catholique juif.: Ivan Knijnik-Vetrov (1878-1965). - 1990. - p. 431-467.